# Донисар
До́нисар (осет. Донысæр) — село в Алагирском районе Республики Северная Осетия-Алания. Относится к Унальскому сельскому поселению. 

## Географическое положение
Село расположено в центральной части Алагирском районе, в верховьях Урсдонского ущелья. Находится в 9 км к востоку от центра сельского поселения Нижний Унал, в 33 км от районного центра Алагир и в 69 км к юго-западу от Владикавказа (по дороге). 
Расстояние до ближайшего селения Дагом 600 м, до селения Урсдон — 870 м и до селения Инджынта — 1,4 км. 

## История
По данным на 1861 год, в селении Донисар числилось 9 дворов с населением в 60 человек православных осетин. Село входило в Дагомский приход, а после Октябрьской революции подчинялось Унальской администрации. 
В 1890–х годах в Донисаре были обнаружены месторождения горных руд, которые в 1906 году были отданы под разработку Андрею Петровичу Кайтову. В период с 1901 по 1910 года Донисар переживал свой расцвет. К 1910 году население села составляло 318 человек. Однако, за последующие десятилетия численность населения Донисара неуклонно снижалось.
В настоящее время Донисар полностью опустел. 

## Население
| 2002 | 2010 | 2021 |
| ---- | ---- | ---- |
| 0    | →0   | →0   |

## Достопримечательности
В селении сохранились сторожевые башни Бзыковых, Хестановых.
Оборонительные сооружения
1. Башня Бзыковых (осет. Бызыккаты мæсыг), расположена на южной окраине селения.
2. Башня Хестановых (осет. Хестанты мæсыг), расположена на северо-восточной окраине села.[5]

Погребальные и культовые сооружения
- В 150 м восточней башни №1 расположено святилище Уастырджи в виде столпообразного каменного капища, а в 300-500 м юго-восточней — кладбища Хестановых и Бзыковых. Помимо грунтовых погребений здесь отмечено 5 склепов: один склеп башенного типа и четыре полуподземных.